# Leonel Pierce
Michael Leonel Pierce (Chacabuco, Argentina; 28 de julio de 1993) es un futbolista argentino. Juega de centrocampista y su equipo actual es el FBC Gravina de la Serie D de Italia.

## Trayectoria

### Inicios
Formado en las inferiores del Racing Club, Pierce debutó en el primer equipo el 26 de abril de 2014 ante Quilmes por la Primera División. Sus siguientes años en el club, el centrocampista fue cedido al All Boys y el Santamarina, ambos de la Primera B, en este último club Pierce ficharía en enero de 2016.

### Rumanía
En enero de 2016, Pierce fichó en el FC Botoșani de la Liga I de Rumanía. En enero de 2020 se anunció su fichaje en el FC Petrolul Ploiești, su último club en el país europeo.

### Regreso a la Argentina
En septiembre de 2020, el centrocampista regresó a Argentina y se unió al .
Tras su paso por Estudiantes, Pierce regresó a Santamarina en febrero de 2021.
El 6 de enero de 2022, se anunció su incorporación al CD Maipú.

### Paraguay
Para la temporada 2023, el jugador migró al fútbol del Paraguay y fichó en el Club General Caballero.

### San Martín de Tucumán
El 1 de junio de 2023 se une a San Martín de Tucumán para disputar la segunda parte del Campeonato de Primera Nacional 2023.

### España
Luego de un año en Tucumán, se unió al UD Lanzarote de la Tercera Federación (Grupo XII) de España.

## Estadísticas

### Clubes
| Club                              | Div.          | Temporada     | Liga  | Liga  | Liga   | Copas nacionales | Copas nacionales | Copas nacionales | Torneos internacionales | Torneos internacionales | Torneos internacionales | Total | Total | Total  |
| Club                              | Div.          | Temporada     | Part. | Goles | Asist. | Part.            | Goles            | Asist.           | Part.                   | Goles                   | Asist.                  | Part. | Goles | Asist. |
| --------------------------------- | ------------- | ------------- | ----- | ----- | ------ | ---------------- | ---------------- | ---------------- | ----------------------- | ----------------------- | ----------------------- | ----- | ----- | ------ |
| Racing Club Argentina             | 1.ª           | 2013-14       | 1     | —     | —      | —                | —                | —                | —                       | —                       | —                       | 1     | 0     | 0      |
| Racing Club Argentina             | Total club    | Total club    | 1     | 0     | 0      | 0                | 0                | 0                | 0                       | 0                       | 0                       | 1     | 0     | 0      |
| C. A. All Boys Argentina          | 2.ª           | 2015          | 15    | —     | 2      | 1                | —                | —                | Inaccesibles            | Inaccesibles            | Inaccesibles            | 16    | 0     | 2      |
| C. A. All Boys Argentina          | Total club    | Total club    | 15    | 0     | 2      | 1                | 0                | 0                | 0                       | 0                       | 0                       | 16    | 0     | 2      |
| C. S. y D. Santamarina Argentina  | 2.ª           | 2016          | 18    | —     | —      | —                | —                | —                | Inaccesibles            | Inaccesibles            | Inaccesibles            | 18    | 0     | 0      |
| C. S. y D. Santamarina Argentina  | 2.ª           | 2016-17       | 35    | 2     | —      | 3                | —                | —                | Inaccesibles            | Inaccesibles            | Inaccesibles            | 38    | 2     | 0      |
| C. S. y D. Santamarina Argentina  | 2.ª           | 2017-18       | 22    | 3     | —      | —                | —                | —                | Inaccesibles            | Inaccesibles            | Inaccesibles            | 22    | 3     | 0      |
| C. S. y D. Santamarina Argentina  | 2.ª           | 2018-19       | 20    | —     | —      | —                | —                | —                | Inaccesibles            | Inaccesibles            | Inaccesibles            | 20    | 0     | 0      |
| C. S. y D. Santamarina Argentina  | 2.ª           | 2021          | 24    | —     | 1      | —                | —                | —                | Inaccesibles            | Inaccesibles            | Inaccesibles            | 24    | 0     | 1      |
| C. S. y D. Santamarina Argentina  | Total club    | Total club    | 119   | 5     | 1      | 3                | 0                | 0                | 0                       | 0                       | 0                       | 122   | 5     | 1      |
| F. C. Botoșani · Rumania          | 1.ª           | 2019-20       | 6     | —     | —      | 1                | —                | —                | —                       | —                       | —                       | 7     | 0     | 0      |
| F. C. Botoșani · Rumania          | Total club    | Total club    | 6     | 0     | 0      | 1                | 0                | 0                | 0                       | 0                       | 0                       | 7     | 0     | 0      |
| F. C. Petrolul Ploiești · Rumania | 2.ª           | 2019-20       | 7     | —     | —      | 1                | —                | —                | Inaccesibles            | Inaccesibles            | Inaccesibles            | 8     | 0     | 0      |
| F. C. Petrolul Ploiești · Rumania | Total club    | Total club    | 7     | 0     | 0      | 1                | 0                | 0                | 0                       | 0                       | 0                       | 8     | 0     | 0      |
| Estudiantes de Caseros Argentina  | 2.ª           | 2020          | 8     | —     | —      | —                | —                | —                | Inaccesibles            | Inaccesibles            | Inaccesibles            | 8     | 0     | 0      |
| Estudiantes de Caseros Argentina  | Total club    | Total club    | 8     | 0     | 0      | 0                | 0                | 0                | 0                       | 0                       | 0                       | 8     | 0     | 0      |
| Deportivo Maipú Argentina         | 2.ª           | 2022          | 33    | —     | —      | —                | —                | —                | Inaccesibles            | Inaccesibles            | Inaccesibles            | 33    | 0     | 0      |
| Deportivo Maipú Argentina         | Total club    | Total club    | 33    | 0     | 0      | 0                | 0                | 0                | 0                       | 0                       | 0                       | 33    | 0     | 0      |
| Club General Caballero Paraguay   | 1.ª           | 2023          | 4     | —     | —      | —                | —                | —                | —                       | —                       | —                       | 4     | 0     | 0      |
| Club General Caballero Paraguay   | Total club    | Total club    | 4     | 0     | 0      | 0                | 0                | 0                | 0                       | 0                       | 0                       | 4     | 0     | 0      |
| San Martín (T) Argentina          | 2.ª           | 2023          | 10    | 1     | —      | 1                | —                | —                | Inaccesibles            | Inaccesibles            | Inaccesibles            | 11    | 1     | 0      |
| San Martín (T) Argentina          | Total club    | Total club    | 10    | 1     | 0      | 1                | 0                | 0                | 0                       | 0                       | 0                       | 11    | 1     | 0      |
| Total carrera                     | Total carrera | Total carrera | 203   | 6     | 3      | 7                | 0                | 0                | 0                       | 0                       | 0                       | 210   | 6     | 3      |
| 1. 2.                             |               |               |       |       |        |                  |                  |                  |                         |                         |                         |       |       |        |

## Palmarés

### Títulos nacionales
| Título           | Club        | País      | Año  |
| ---------------- | ----------- | --------- | ---- |
| Primera División | Racing Club | Argentina | 2014 |